# Alexander Edmondson
Alexander Edmondson (conocido como Alex Edmondson; Miri, Malasia, 22 de diciembre de 1993) es un deportista australiano que compite en ciclismo en las modalidades de pista, especialista en la prueba de persecución por equipos, y ruta. Su hermana Annette también compite en ciclismo de pista.
Participó en los Juegos Olímpicos de Río de Janeiro 2016, obteniendo la medalla de plata en la prueba de persecución por equipos (junto con Jack Bobridge, Michael Hepburn y Sam Welsford).
Ganó cuatro medallas en el Campeonato Mundial de Ciclismo en Pista entre los años 2013 y 2015.
En el Campeonato Mundial de Ciclismo en Ruta de 2016 obtuvo la medalla de bronce en la prueba de contrarreloj por equipos, participando con el equipo Orica-GreenEDGE.

## Medallero internacional
| Juegos Olímpicos   | Juegos Olímpicos        | Juegos Olímpicos  | Juegos Olímpicos        |
| Año                | Lugar                   | Medalla           | Competición             |
| ------------------ | ----------------------- | ----------------- | ----------------------- |
| 2016               | Río de Janeiro (Brasil) | Medalla de plata  | Persecución por equipos |
| Campeonato Mundial |                         |                   |                         |
| Año                | Lugar                   | Medalla           | Competición             |
| 2013               | Minsk (Bielorrusia)     | Medalla de oro    | Persecución por equipos |
| 2014               | Cali (Colombia)         | Medalla de oro    | Persecución individual  |
| 2014               | Cali (Colombia)         | Medalla de oro    | Persecución por equipos |
| 2015               | Saint-Quentin (Francia) | Medalla de bronce | Persecución por equipos |

| Campeonato Mundial | Campeonato Mundial | Campeonato Mundial | Campeonato Mundial       |
| Año                | Lugar              | Medalla            | Competición              |
| ------------------ | ------------------ | ------------------ | ------------------------ |
| 2016               | Doha (Catar)       | Medalla de bronce  | Contrarreloj por equipos |

## Palmarés

### Pista
2011
- Campeonato de Australia en persecución por equipos (con Glen O'Shea, Damien Howson y Rohan Dennis)

2012
- Campeonato de Australia en persecución por equipos (con Glen O'Shea, Jack Bobridge y Rohan Dennis)

2013
- Campeonato mundial en persecución por equipos (con Alexander Morgan, Michael Hepburn y Glenn O'Shea)
- Copa del Mundo de Londres (Reino Unido) en persecución por equipos (con Jack Bobridge, Michael Hepburn y Rohan Dennis)
- Campeonato de Australia en persecución por equipos (con Glen O'Shea, Luke Davidson y Miles Scotson)
- Campeonato de Australia en omnium

2014
- Campeonato mundial en persecución por equipos (con Luke Davison, Mitchell Mulhern y Glenn O'Shea)
- Campeonato mundial en persecución individual
- Copa del Mundo de Aguascalientes (México) en persecución por equipos (con Luke Davidson, Alexander Morgan y Mitchell Mulhern)
- Campeonato de Australia en persecución por equipos (con Glen O'Shea, Luke Davidson y Jack Bobridge)
- Campeonato de Australia en persecución individual
- Campeonato de Australia en omnium

2015
- Medalla de bronce en el campeonato mundial persecución por equipos
- Campeonato de Australia en persecución por equipos (con Miles Scotson, Alexander Porter y Callum Scotson)

2016
- 2.º en el Campeonato Olímpico Persecución por Equipos (con Jack Bobridge, Michael Hepburn y Sam Welsford)
- Campeonato de Australia en persecución por equipos (con Miles Scotson, Alexander Porter y Callum Scotson)
- Campeonato de Australia en puntuación
- Campeonato de Australia en scratch

### Ruta
2015
- Tour de Flandes sub-23

2018
- Campeonato de Australia en Ruta

## Resultados en Grandes Vueltas y Campeonatos del Mundo
Durante su carrera deportiva ha conseguido los siguientes puestos en las Grandes Vueltas. 
| Carrera         | Carrera         | 2016 | 2017 | 2018  | 2019 | 2020  | 2021 | 2022 | 2023  | 2024 | 2025  |
| --------------- | --------------- | ---- | ---- | ----- | ---- | ----- | ---- | ---- | ----- | ---- | ----- |
|                 | Giro de Italia  | —    | Ab.  | —     | —    | —     | —    | —    | —     | —    | 148.º |
|                 | Tour de Francia | —    | —    | —     | —    | —     | —    | —    | 146.º | —    | —     |
|                 | Vuelta a España | —    | —    | 155.º | —    | 135.º | —    | —    | —     | —    | —     |
| Mundial en Ruta | Mundial en Ruta | —    | —    | —     | —    | —     | —    | —    | Ab.   | —    | —     |

| —: No participó | Ab: Abandono |